# Fumay
Fumay (in vallone Fumwè) è un comune francese di 3 864 abitanti situato nel dipartimento delle Ardenne nella regione del Grand Est.

## Società

### Evoluzione demografica
Abitanti censiti